# Maribor
Maribor (en alemany: Marburg an der Drau) és una ciutat d'Eslovènia. Amb una població que arribava als 110,668 l'any 2002, és la segona ciutat més gran del país. Maribor es troba al costat del riu Drava en el seu pas per la muntanya Pohorje, la vall Drava, la plana Drava i les serralades de turons de Kozjak i Slovenske gorice. És la capital i ciutat més gran de la regió eslovena de la Baixa Estíria. L'escut de la ciutat mostra un colom volant cap a un castell blanc amb dues torres i una porta sobre un escut vermell. Maribor també té el segon aeroport internacional més gran d'Eslovènia.

## Història
El 1164, un castell anomenat Markburch (en alt alemany medieval significava «Castell de la Marca») fou mencionat a les marques del ducat d'Estíria. Maribor fou primerament mencionat com a mercat del costat del castell el 1204, i rebé drets de ciutat el 1254. Començà a créixer amb rapidesa després de la victòria de Rudolf I d'Habsburg sobre Otakar II de Bohèmia el 1278.
Maribor resistí els setges de l'imperi otomà el 1532 i 1683, i la ciutat romangué sota el control de la monarquia dels Habsburg fins a la Primera Guerra Mundial. El 1918 Rudolf Maister organitzà una operació militar que protegí la ciutat i la seva rodalia del nou regne recentment format dels serbis, croats i eslovens, que esdevingué Iugoslàvia, però el gener de 1919 va ser annexionat pel Regne de Iugoslàvia.
El 1941 la part iugoslava d'Estíria fou annexionada pel Tercer Reich el 6 d'abril. El 26 d'abril Adolf Hitler, que encoratjà els seus seguidors a «fer tornar alemanya aquesta terra», visità la ciutat on s'organitzà una gran recepció pels alemanys locals al castell de la ciutat. La ciutat, un nucli industrial amb una important indústria armamentística, fou bombardejada sistemàticament pels aliats durant la Segona Guerra Mundial. La població de parla alemanya que hi quedava fou expulsava cap al final de la guerra el 1945.
Després de l'alliberament, la ciutat tragué profit de la seva proximitat amb Àustria així com tot el seu potencial, i es desenvolupà com a centre cultural, industrial i estratègic de l'est d'Eslovènia. Després que Eslovènia s'independitzés de Iugoslàvia el 1991, la pèrdua del mercat iugoslau suposà un cop per a l'economia de la ciutat que estava basada en una forta indústria, cosa que suposà uns alts índexs d'atur que arribaren al 25%. La situació ha millorat lleugerament des de mitjan dècada dels 90 amb el desenvolupament de petits i mitjans negocis industrials.
Maribor fou el lloc de naixement de diversos personatges eslovens, com l'almirall Wilhelm von Tegetthoff.

## Maribor avui dia
Els punts d'atracció turística de Maribor van des d'una catedral d'arquitectura gòtica del segle xii i l'edifici de l'ajuntament, construït durant el Renaixement. El castell data del segle xv.
La ciutat alberga la Universitat de Maribor, de l'any 1961. També és la terra natal del cep de vinya més antic del món, anomenat Stara trta, amb més de quatre cents anys d'antiguitat.
Cada gener, el centre d'esquí de Mariborsko Pohorje, situat als afores de la ciutat sobre els turons del mont Pohorje, és la seu d'un campionat d'esquí eslàlom de la Copa Alpina d'Esquí coneguda com a Zlata lisica (La Guineu d'Or).
Maribor fou també considerada ciutat alpina el 2000.
La ciutat té un petit aeroport internacional amb vols cap a les principals ciutats europees.